# И Друг Мой Грузовик
«И Друг мой Грузовик…» — украинский музыкальный коллектив, отличительной особенностью которого являлся минималистичный состав, содержавший в себе только ритм-секцию (ударные и бас) и своеобразный вокал. Группа завершила свою творческую деятельность в декабре 2012 года.

## История

### Я и Друг Мой Грузовик
Образовалась группа в 1997 году для одного выступления на местном рок-фестивале. После этого Антон Слепаков (микрофон), Ростислав Чабан (бас-гитара), Владимир Бусель (ударные), решают продолжить совместное творчество. Первая демозапись коллектива была сделана в 1998 году. Первый видеоклип «Колеса» появляется в ротации российского и украинского музыкального телевидения в 1999. В апреле 2001 года группа выпускает одноименный альбом и принимает участие в программе «Антропология». Клипы на песни «Урок» и «Otto Sander» выходят в 2001 и 2002 году соответственно. Затем появляется на свет независимый от лейблов альбом Воланчик. Для канала Enter выходит концерт «Ты и Друг Мой Грузовик».

### …и Друг Мой Грузовик
В 2003 году из ансамбля уходит барабанщик Владимир Бусель. За барабаны садится Владимир Нестриженко. В обновленном составе команда играет на канале М1 в программе «tvій формат». Весной 2004 года в группе появляется новый барабанщик Юрий Жигарев. Затем пополняется дискография группы совместным синглами с группой «Дети Picasso» и альбомом «Еще маленький». Коллектив участвует в съемках ТВ-программ «Кухня» «Открытого проекта». В 2007 году группа записывает свой самый противоречивый альбом «Ищу друга». Дело в том, что группа отходит от своей концепции звучания, привлекает сессионных музыкантов для записи альбома. Хоть и звучание кардинально не меняется, и солирующим инструментов все ещё является бас, но сам факт присутствия электро-гитар заставляет задуматься. Тур в поддержку новой пластинки коллектив проводит в классическом составе. Буквально за неделю до нового 2008 года группа выступает в программе «День Артиста», где заявляет о своем распаде.
В 2008 году выходит сплит-сингл «Мелех», основанный на материалах спонтанной студийной записи с израильской авангардной группой «Крузенштерн и Пароход» в конце тура «…иДМГ» по Израилю в 2006 году.

### НеГрузовики
Во время подготовки текстов к «Ищу друга» фронтмен группы понял, что весь его материал стал значительно взрослее и уже не вмещался в тот узкий формат. Так как материала было достаточно много, самые «форматные» тексты были положены на музыку и вошли в альбом «Грузовиков». Затем, Слепаков начал поиски музыкантов, согласных играть в его новой группе, но увы, все были слишком заняты своим основным родом деятельности. В то же время Чабан все больше стал заниматься игрой на гитаре и клавишных. Вдвоем музыканты приступили к записи нового альбома. Весной ансамбль «НеГрузовики» в составе Слепакова, Чабана, Дениса Швеца объявляет о трибьют-туре. В туре коллектив играет старые песни. Это взрослый, электронный, порой депрессивный альбом, который носит название «Не улыбаются». На 2009 год запланирован тур в поддержу альбома.

### После «НеГрузовиков»
Во время сведения альбома группа не спала, активно гастролировала. На репетиционной базе была записана песня «Радиостанции», как группа заявляет — полностью своими силами. Несмотря на провокационный текст, некоторые fm-станции поставили этот хит в ротацию.
В 2011 году выходит мини-альбом «Стилизация Послевкусия», сопровождаемый одноименным видео о записи альбома. «Грузовики» вернулись к своему формату — бас, барабаны и ничего больше. С музыкальной точки зрения альбом будет интересен всем любителям «космической» музыки и умных текстов.
В 2012 году «…иДМГ» выпустили автобиографический альбом «Годы геологов», принимали участие в проекте «Re:Аквариум». 2 декабря директор коллектива Елена Белентьева объявила на официальном сайте о прекращении деятельности группы. «Мы сделали всё, что могли, и сказали всё, что хотели сказать в рамках этой группы. Дальше каждый из нас пойдёт своей дорогой», — было сказано в сообщении.
В 2013 году Слепаков создаёт новую группу «Вагоновожатые».

## Концерты, Фестивали, Живые выступления
За всю свою историю «…иДМГ» отыграла огромное количество концертов, и выступила на многих фестивалях, сыграла в эфире многих телеканалов. Стоит отметить выступления на Сигете в 2008 году.

## Состав

### Бывшие участники
- Антон Слепаков — тексты, вокал (1997—2012)
- Ростислав Чабан — мультиинструменталист (1997—2012)
- Денис Швец — ударные (2008—2012)
- Олег Ткач — звукорежиссер (2008—2012)
- Елена Белентьева — директор (1997—2012)
- Владимир Бусель — ударные (1997—2003)
- Владимир Нестриженко — ударные (2003—2004)
- Юрий Жигарев — ударные (2004—2007)

## Дискография

### Альбомы
- Я и друг мой грузовик (2001)
- Воланчик (2002)
- Ещё маленький (2005) RS Russia [4]
- Ищу друга (2007)
- Не улыбаются (2008) — НеГрузовики
- Живот (2010)
- Стилизация послевкусия (2011)
- Годы геологов (2012)

### Сплит-синглы
- Живопись (совместно с Дети Picasso) (2005)
- Мелех (совместно с Крузенштерн И Пароход) (2008)

Рецензии
- Рецензия на альбом Ещё маленький в журнале FUZZ № 11, 2006 год

## Публикации
- И Друг Мой Грузовик Архивная копия от 30 декабря 2011 на Wayback Machine на Звуках.ру
- «Я и друг мой грузовик» — рецензия журнала Афиша
- Рецензия: И ДРУГ МОЙ ГРУЗОВИК — «Ищу друга» Архивная копия от 22 августа 2007 на Wayback Machine
- Я И ДРУГ МОЙ ГРУЗОВИК. Жирные басы и немного лицедейства

- «И друг мой грузовик» — «Годы геологов»